# Carolin Widmann
Pour les articles homonymes, voir Widmann.
Carolin Widmann, née en 1976, est une violoniste classique allemande. Sœur du compositeur et clarinettiste Jörg Widmann, elle est notée par les critiques comme étant une violoniste exceptionnelle axée principalement sur la musique contemporaine. Elle joue sur un violon de 1782 attribué à Giovanni Battista Guadagnini.

## Carrière
Née à Munich, Carolin Widman est formée par Igor Ozim à Cologne, Michèle Auclair à Boston et David Takeno à Londres. En tant que soliste , elle est dirigée par Sir Roger Norrington, Sylvain Cambreling, Heinz Holliger, Riccardo Chailly, Sir Simon Rattle, Vladimir Jurowski et par Esa-Pekka Salonen. Elle collabore avec des compositeurs tels que Pierre Boulez, Peter Eötvös, Erkki-Sven Tüür, Wolfgang Rihm, Salvatore Sciarrino et Rebecca Saunders, qui écrivent plusieurs œuvres spécialement pour elle. Depuis octobre 2006, elle est professeur de violon à l'École supérieure de musique et de théâtre Felix Mendelssohn Bartholdy de Leipzig. 2012-2015, elle entreprend l'organisation de la Sommerliche Musiktage Hitzacker, le plus ancien festival de musique de chambre dAllemagne.
Au Mozartwoche de Salzbourg en 2009, Carolin Widmann joue une musique de chambre de Boulez avec son frère et le pianiste Hideki Nagano. Elle attire l'attention avec sa collaboration dans gefaltet, un « concert chorégraphique » organisé par Sasha Waltz et Mark André, avec qui l'Internationale Stiftung Mozarteum ouvre leur Mozartwoche de 2012. Un enregistrement en 2012 d'œuvres de Schubert  pour violon et piano avec Alexander Lonquich a reçu l'acclamation de la critique pour l'ouverture d'un nouveau point de vue sur les aspects vulnérables et fragiles de la musique de Schubert. Avec son frère et le pianiste Dénes Várjon, elle joue un concert trio au Rheingau Musik Festival quand il a été artiste en résidence en 2014. Depuis 2017, elle est membre du curatorium de la Ernst von Siemens Musikstiftung.

## Récompenses
- 1998 Prix du Président au "Concours International Yehudi Menuhin" Boulogne-sur-Mer
- 1999 Concours International de Violon: "Georg Kulenkampff", Köln
- 2001 International Jeunesses Musicales Contest, Belgrade
- 2004 Belmont-Prise de la Forberg-Schneider-Stiftung pour l'excellence dans la musique contemporaine
- 2006 Preis der deutschen Schallplattenkritik (pour le premier album "Reflections“)
- 2010 "Diapason d'Or" (pour "Phantasy of Spring"), Preis der deutschen la critique de disques allemande (catégorie musique de chambre pour "Phantasy of Spring")
- 2013 "Artiste de l'Année" à l'International Classical Music Awards
- 2014 Schneider-Schott Music Pris de la ville de Mayence[9]
- 2017 Bayerischer Staatspreis für Musik (Categorie Professionelles Musizieren)
- 2020 Musikpreis der Stadt Duisburg[10]

## Discographie
- 2006 Carolin Widmann: "Reflections" (premier album)
- 2008 Carolin Widmann / Dénes Várjon: Schumann – sonates pour violon
- 2009 Carolin Widmann / Simon Lepper: Phantasy of Spring – Feldman, Zimmermann, Schoenberg
- 2009 Carolin Widmann / Jörg Widmann / Nordic Symphony Orchestra / Anu Tali: Erkki-Sven Tüür, Strates
- 2012 Alexander Lonquich / Carolin Widmann: Franz Schubert – Fantaisie C-Dur / Rondo h-moll / Sonate A-Dur
- 2012 Carolin Widmann / SWR Sinfonieorchester Baden-Baden und Freiburg / Eivind Gullberg Jensen: Wolfgang Rihm, Coll Arco
- 2013 Carolin Widmann / Francfort RSO-Pomarico: Morton Feldman – violon et orchestre (composé en 1979)
- 2015 Carolin Widmann / London Philharmonic Orchestra, Direction Vladimir Jurowski: Julian Anderson: In lieblicher Bläue
- 2016 Carolin Widmann / Chamber Orchestra of Europe: Mendelssohn, Schumann: concerts pour violon
- 2016 Martin Helmchen / Carolin Widmann / David McCarroll / Pauline Sachse / Marie-Elisabeth Hecker: Edward Elgar: Piano Quintette la mineur op. 84[11]
- 2017 Carolin Widmann / Orchestre National des Pays de la Loire / Direction Pascal Rophe: Pascal Dusapin: concert pour violon „Aufgang“, Label BIS
- 2019 Carolin Widmann / Sergei Nakariakov /  Giuliano Sommerhalder / Vocalconsort Berlin /  Symphonieorchester des Bayerischen Rundfunks: Peter Ruzicka: ... Inseln, Randlos... pour violon, chœur de chambre et orchestre; Label Neo